# Sudan na Letnich Igrzyskach Olimpijskich 2024
Sudan na Letnich Igrzyskach Olimpijskich 2024 – występ kadry sportowców reprezentujących Sudan na igrzyskach olimpijskich, które odbędą się w Paryżu we Francji, w dniach 26 lipca – 11 sierpnia 2024.
Reprezentacja Sudanu liczy czterech zawodników – kobietę i trzech mężczyzn, którzy wystąpili w 3 dyscyplinach.
Jest to czternasty start Sudanu na letnich igrzyskach olimpijskich.

## Reprezentanci

### Lekkoatletyka
| Zawodnik       | Konkurencja | Finał     | Finał   | Źródło |
| Zawodnik       | Konkurencja | Wynik     | Miejsce | Źródło |
| -------------- | ----------- | --------- | ------- | ------ |
| Yaseen Abdalla | Maraton (m) | 2:11:41 · | 33.     | [ 1 ]  |

### Pływanie
| Zawodnik       | Konkurencja               | Eliminacje | Eliminacje | Półfinał | Półfinał | Finał | Finał | Źródło |
| Zawodnik       | Konkurencja               | Czas       | Poz.       | Czas     | Poz.     | Czas  | Poz.  | Źródło |
| -------------- | ------------------------- | ---------- | ---------- | -------- | -------- | ----- | ----- | ------ |
| Ziyad Saleem   | 200 m st. grzbietowym (m) |            |            |          |          |       |       | [ 2 ]  |
| Rana Saadeldin | 100m st. dowolnym (k)     |            |            |          |          |       |       | [ 3 ]  |

### Wioślarstwo
| Zawodnik      | Konkurencja      | Eliminacje | Eliminacje | Repasaż | Repasaż | Ćwierćfinały | Ćwierćfinały | Półfinały | Półfinały | Finał | Finał | Miejsce | Źródło |
| Zawodnik      | Konkurencja      | Czas       | M.         | Czas    | M.      | Czas         | M.           | Czas      | M.        | Czas  | M.    | Miejsce | Źródło |
| ------------- | ---------------- | ---------- | ---------- | ------- | ------- | ------------ | ------------ | --------- | --------- | ----- | ----- | ------- | ------ |
| Abdalla Ahmed | jedynka mężczyzn |            |            |         |         |              |              |           |           |       |       |         | [ 4 ]  |